# Gardenia (MALICE MIZERの曲)
「Gardenia」（ガーデニア）はKlahaがMALICE MIZER加入後1枚目のシングル。2001年5月30日にMidi:Nette M.†.Mから発売された。

## 概要
- 初回スリーブケース・ステッカー付CD

## 収録曲
1. prologue ～回想～ [0:28]
2. Gardenia [5:14]
  - Manaは「バンドを意識した音作り」を意識し、ドラム・ベース・ギター・ヴァイオリンも生演奏で再現することを基本にアレンジを考えていった。しかし、本作ではManaはギターを直接弾かず、パイプオルガンの音色のプログラミング作業を担当した[1]。
  - コンセプトは「アルバム『薔薇の聖堂』の敷地の門を開けて、一歩を出た感じ」を意識した。歌詞も「夜明け」「白い世界」をイメージし、「くちなしの花」をモチーフにしたが、花言葉が「純潔」であること・「中心の部分が決して開かない」習性に表現したいことが一致した[1]。
  - 楽曲が仕上がるまでにメロディのちゃぶ台返しが5,6回もあり、完成までに4ヶ月かかった[1]。
  - Köziは軽やかな曲に歪んだ音色をどう入れるのかかなり悩んだ[1]。
  - メインで使用されたギターは「ESP Közi custom #3 （通称 しろうずこちゃん）」である[1]。
  - メインで使用されたベースは「G&L L-ZOON Bass （TR-L2-R #RB）」である[1]。
  - Manaは「MALICEを引っ張っていくナイトの様な存在であること・その強い様を歌と歌詞で見せて欲しい」と注文し、Klahaは「ラブロマンスは大事だ」と前々から話していたこともあり、恋愛を匂わせる歌詞となった[1]。
  - Klahaは歌入れの際に明るい雰囲気を出すために、同じ音符でも高めのピッチで、感情を出して歌うことを心掛けた[1]。
3. 崩壊序曲 [4:55]
  - コンセプトは「最初から全てが崩壊している」ことを表現するために、全てにおいて「Gardenia」と対極になる様にした[1]。
  - 全てのパートが打ち込みのみで構成されている[1]。
  - 構成はパイプオルガンと早めのビートを前面に押し出している[1]。
  - ボーカルパートのメロディが無く、Klahaも表情が最初から無いかの様に歌っている[1]。
  - KlahaとKöziのツインボーカルである[1]。
  - メンバー4人全員でコーラスを担当した[1]。
4. Gardenia (Instrumental) [5:15]
5. 崩壊序曲(Instrumental) [4:52]